# 武阳县 (四川省)
武阳县，中国古县名。在今四川省眉山市彭山区:21。
西汉时，原属广汉郡。建元六年（前135年）新设犍为郡，隶之:21。太初四年（前101年），益州刺史任安城武陽。孝昭元年，郡治僰道，後遂迁移到武阳县。有铁官，王莽时曰戢成。南梁时改为犍为县。